# Андрија Луковић
Андрија Луковић (Београд, 24. октобар 1994) је српски фудбалер.

## Каријера
Луковић је у млађим категоријама играо за Црвену звезду, а сениорску каријеру почео је у Раду. Из Рада, одлази у холандски ПСВ Ајндховен, где није успео да се избори за деби у првом тиму, те је наступао за резервни тим у другој лиги Холандије.
У јуну 2016. године потписао је трогодишњи уговор са Црвеном звездом. Није успео да се избори за статус стандардног првотимца, па је 30. августа 2017. године прослеђен на позајмицу у Вождовац. У јулу 2018. године споразумно је раскинуо уговор са Звездом и потписао трогодишњи уговор са Вождовцем. Након Вождовца је наступао у Пољској, Португалу и Азербејџану. У јануару 2024. вратио се у српски фудбал и потписао за Раднички из Ниша до краја сезоне. У септембру исте године прешао је у крушевачки Напредак.
Са омладинском репрезентацијом Србије, 2013. године, освојио је Европско првенство, где је имао веома запажену улогу. Управо његовим голом, српска репрезентација је славила у финалу, против Француске.